# بايرون والمناطق المحيطة بها
بايرون والمناطق المحيطة بها هي بلدية فرنسية تقع في إقليم الأردين في منطقة غراند إيست. 